# Episodi di Hawaiian Eye (terza stagione)
La terza stagione della serie televisiva Hawaiian Eye è andata in onda negli Stati Uniti dal 27 settembre 1961 al 20 giugno 1962 sulla ABC.
| nº | Titolo originale           | Prima TV USA      |
| -- | -------------------------- | ----------------- |
| 1  | Satan City                 | 27 settembre 1961 |
| 2  | The Kapua of Coconut Bay   | 4 ottobre 1961    |
| 3  | The Moon of Mindanao       | 11 ottobre 1961   |
| 4  | The Doctor's Lady          | 18 ottobre 1961   |
| 5  | Thomas Jefferson Chu       | 25 ottobre 1961   |
| 6  | Pill in the Box            | 1º novembre 1961  |
| 7  | Kill a Grey Fox            | 18 novembre 1961  |
| 8  | Point Zero                 | 15 novembre 1961  |
| 9  | The Queen from Kern County | 22 novembre 1961  |
| 10 | The Final Score            | 29 novembre 1961  |
| 11 | Two for the Money          | 6 dicembre 1961   |
| 12 | Tusitala                   | 13 dicembre 1961  |
| 13 | The Classic Cab            | 20 dicembre 1961  |
| 14 | Concert in Hawaii          | 27 dicembre 1961  |
| 15 | The Missile Rogues         | 3 gennaio 1962    |
| 16 | Little Miss Rich Witch     | 10 gennaio 1962   |
| 17 | Big Fever                  | 17 gennaio 1962   |
| 18 | Year of Grace              | 24 gennaio 1962   |
| 19 | My Love But Lightly        | 31 gennaio 1962   |
| 20 | Cricket's Millionaire      | 7 febbraio 1962   |
| 21 | Four-Cornered Triangle     | 14 febbraio 1962  |
| 22 | Total Eclipse              | 21 febbraio 1962  |
| 23 | Blackmail in Satin         | 28 febbraio 1962  |
| 24 | A Scent of Whales          | 7 marzo 1962      |
| 25 | A Likely Story             | 14 marzo 1962     |
| 26 | Meeting on Molokai         | 21 marzo 1962     |
| 27 | Payoff                     | 28 marzo 1962     |
| 28 | An Echo of Honor           | 4 aprile 1962     |
| 29 | Nightmare in Paradise      | 11 aprile 1962    |
| 30 | Aloha, Cricket             | 18 aprile 1962    |
| 31 | The Last Samurai           | 25 aprile 1962    |
| 32 | Rx Cricket                 | 2 maggio 1962     |
| 33 | Location Shooting          | 9 maggio 1962     |
| 34 | Across the River Lethe     | 16 maggio 1962    |
| 35 | Scene of the Crime         | 2 maggio 1962     |
| 36 | Among the Living           | 30 maggio 1962    |
| 37 | 'V' for Victim             | 6 giugno 1962     |
| 38 | Koko Kate                  | 13 giugno 1962    |
| 39 | Lalama Lady                | 20 giugno 1962    |

## Satan City
- Prima televisiva: 27 settembre 1961

### Trama
- Guest star: Robert Ellenstein (Jonathan Flood), Anne Whitfield (Cathy Barton), Douglas Mossman (Moke), Rosemary Day (Marcia Hoyt), Grant Williams (Greg MacKenzie), Virginia Gregg (Hilda Barton), Arthur Franz (Paul Hoyt), Makee K. Blaisdell (sergente Alika)

## The Kapua of Coconut Bay
- Prima televisiva: 4 ottobre 1961

### Trama
- Guest star: Arch Johnson (Martin Kingsley), Mari Blanchard (Dorothy Winters), Douglas Mossman (Moke), Russell Johnson (Bert Jackson), Grant Williams (Greg MacKenzie), Mel Prestidge (tenente Danny Quon), Anne Seymour (Mama Mahina)

## The Moon of Mindanao
- Prima televisiva: 11 ottobre 1961

### Trama
- Guest star: Robert Brubaker (Steward), Mel Prestidge (tenente Danny Quon), Diana Millay (Alicia Thompson), Russ Conway (capitano), Grant Williams (Greg MacKenzie), Douglas Mossman (Moke)

## The Doctor's Lady
- Prima televisiva: 18 ottobre 1961

### Trama
- Guest star: Alan Baxter (dottor Ingalls), Mel Prestidge (tenente Danny Quon), Dorothy Green (Barbara Ingalls), Lisa Gaye (Laura Matthews), Grant Williams (Greg MacKenzie), Douglas Mossman (Moke)

## Thomas Jefferson Chu
- Prima televisiva: 25 ottobre 1961

### Trama
- Guest star: James Hong (capitano Chang), Dabbs Greer (Harry Wilson), Robert Carson (colonnello Hurley Evans), Robert Foulk (capitano Walker), Frances Fong (Lisa Chu), George Takei (Thomas Jefferson Chu), Weaver Levy (Master Ling), Grant Williams (Greg MacKenzie , solo accreditato)

## Pill in the Box
- Prima televisiva: 1º novembre 1961

### Trama
- Guest star: Charles Bateman (Ted Brown), Merry Anders (Maxine), Lewis Charles, Robert Clarke (Wheaton), Richard Benedict (Coyle), Grant Williams (Greg MacKenzie), Mel Prestidge (tenente Danny Quon), Douglas Mossman (Moke)

## Kill a Grey Fox
- Prima televisiva: 18 novembre 1961

### Trama
- Guest star: Robert Colbert (Reed Olander Jr.), Mel Prestidge (tenente Danny Quon), Douglas Mossman (Moke), Jo Morrow (Jill Carlton), Grant Williams (Greg MacKenzie), David White (Avery Carlton)

## Point Zero
- Prima televisiva: 15 novembre 1961

### Trama
- Guest star: Beatrice Kay (Mrs. Royerton), Chad Everett (McKay), Douglas Mossman (Moke), Alana Ladd (Elsa), Grant Williams (Greg MacKenzie), Mel Prestidge (tenente Danny Quon), Victor Buono (Egeloff), Joseph Ruskin (Moro)

## The Queen from Kern County
- Prima televisiva: 22 novembre 1961

### Trama
- Guest star: Douglas Mossman (Moke), Kim Loui (Imo), Paula Raymond (Miriam Harrison), Andre Philippe (Paul the Emcee), Grant Williams (Greg MacKenzie), Mel Prestidge (tenente Danny Quon), Walter Brooke (Curtis Harrison), Ross Elliott (Martin Rondell), Robert Hogan (Tod Warfield), Karyn Kupcinet (Terry Crane), June Vincent (Agnes Rondell)

## The Final Score
- Prima televisiva: 29 novembre 1961

### Trama
- Guest star: Jerome Cowan (Artinius F. Breckenridge), Mel Prestidge (tenente Danny Quon), Gale Page (Dame Alfreda Whittelby), Douglas Mossman (Moke), Grant Williams (Greg MacKenzie), Marie Windsor (Marsha Metcalfe)

## Two for the Money
- Prima televisiva: 6 dicembre 1961

### Trama
- Guest star: Conrad Maga (Kamaki), Irene Hervey (Harriet Regan), Patricia Michon (Margaret), Oliver McGowan (Lucien Hammond), Richard Deacon (Funeral Director), Mary Tyler Moore (Peggy)

## Tusitala
- Prima televisiva: 13 dicembre 1961

### Trama
- Guest star: Lawrence Dobkin (Ronald Windsor), Tom Cound (Brooks), Susan Silo (Lita), Ronald Long (Arthur Pilgrim), Judy Carrol (Sherry Reynolds), Kent Taylor (Justin Crane)

## The Classic Cab
- Prima televisiva: 20 dicembre 1961

### Trama
- Guest star: Tristram Coffin (Dan Woodruff), Kathleen Crowley (Julia Abbott), John Daheim (Floyd Hollis)

## Concert in Hawaii
- Prima televisiva: 27 dicembre 1961

### Trama
- Guest star: Jack Cassidy (Maurice Clifford), Faith Domergue (Rosa Martell), David Macklin (James Harrington), Grant Williams (Greg MacKenzie)

## The Missile Rogues
- Prima televisiva: 3 gennaio 1962

### Trama
- Guest star: Terence de Marney (Archie), Vladimir Sokoloff (dottor Anton Miklos), Ray Montgomery (dottor Grimwood), Charles Bateman (tenente Robert Driscoll), Joan Marshall (Pamela Myers), Jesse White (Cedric), Warren Stevens (dottor Terrence Bilson), Rush Williams (Keppel)

## Little Miss Rich Witch
- Prima televisiva: 10 gennaio 1962

### Trama
- Guest star: Janet Lake (Mimi Wells), Grant Williams (Greg MacKenzie), Mel Prestidge (tenente Danny Quon), Charles Lane (Crosby Page), Robert Colbert (Silk Simon)

## Big Fever
- Prima televisiva: 17 gennaio 1962

### Trama
- Guest star: Tom Drake (professore Walter Allen), Alan Baxter (Joe Storey), Mikki Jamison (Carol Allen), Tommy Farrell, Allison Hayes (Barricuda), Grant Williams (Greg MacKenzie), Mel Prestidge (tenente Danny Quon), Douglas Mossman (Moke), John Archer (Jerry Meade), Andrea King (Jean Allen)

## Year of Grace
- Prima televisiva: 24 gennaio 1962

### Trama
- Guest star: Arthur Kendall (Nessin), Lisa Gaye (principessa Suvi), Nico Minardos (Victor Soriano), Patric Knowles (Niall McMurtie), Mel Prestidge (tenente Danny Quon), Douglas Mossman (Moke), Edgar Barrier (colonnello Latif), Ginger Drysdale (Ann Pemberton), Paula Raymond (Zara Latif)

## My Love But Lightly
- Prima televisiva: 31 gennaio 1962

### Trama
- Guest star: Jay Novello (Louis Bon), Forrest Compton, Jeanne Cooper (Coco Stanford), Dan Seymour (Felix), Ziva Rodann (Daniele Manet), Mel Prestidge (tenente Danny Quon), Douglas Mossman (Moke), John Van Dreelen (Curt Viner)

## Cricket's Millionaire
- Prima televisiva: 7 febbraio 1962

### Trama
- Guest star: Peter Leeds (Eddie Felton), Brenda Howard (Elaine Harrison), Robert Warwick (Amos Kendall), Andre Philippe (Paul the Emcee), James Cresson (Denny Burke / Arnold Gwynne Weston III), Anne Whitfield (Allison Kendall)

## Four-Cornered Triangle
- Prima televisiva: 14 febbraio 1962

### Trama
- Guest star: Chad Everett (Larry Brand), Robert Carson (Sanford Cook), Peggy McCay (Julia Tyler Brand), Berry Kroeger (Victor Haswell), Grant Williams (Greg MacKenzie), Mel Prestidge (tenente Danny Quon), Douglas Mossman (Moke), Leslie Parrish (Kathy Marsh)

## Total Eclipse
- Prima televisiva: 21 febbraio 1962

### Trama
- Guest star: Kathryn Hays (Jean Morgan), Larry J. Blake (Jack Field), Jack Nicholson (Tony Morgan), Robert Lowery (Frank Rowley), Whit Bissell (dottor Joseph Loring), Sherwood Price (Jerry Dulaine)

## Blackmail in Satin
- Prima televisiva: 28 febbraio 1962

### Trama
- Guest star: Susan Seaforth Hayes (Marsha Monroe), Kim Loui (Imo), Linda Watkins (Cora Monroe), Peter J. Votrian (Jared), Grant Williams (Greg MacKenzie), Mel Prestidge (tenente Danny Quon), Douglas Mossman (Moke), Bernard Fein (Anthony Inge), Robert Hogan (Clarke Woodruff), John Holland (Harvey Hawley), Efrem Zimbalist Jr. (Stu Bailey)

## A Scent of Whales
- Prima televisiva: 7 marzo 1962

### Trama
- Guest star: John Dehner (Ishmael Carmichael), Mel Prestidge (tenente Danny Quon), Dennis Patrick (Steve Jordan), Sherry Jackson (Joan Carmichael), Grace Lee Whitney (Marcia Vail)

## A Likely Story
- Prima televisiva: 14 marzo 1962

### Trama
- Guest star: Robert Brubaker (J. Wellington Owen), Fred Beir (Justin Wade), Mel Prestidge (tenente Danny Quon), Weaver Levy (Kikane), Dorothy Provine (Arnel Wade)

## Meeting on Molokai
- Prima televisiva: 21 marzo 1962

### Trama
- Guest star: Dorothy Green (Lucy McNeil), John Cronin (Frank Sutton), Laurie Main (Sir WIlfrid), Neil Hamilton (Jed Sutton), Grant Williams (Greg MacKenzie), Mel Prestidge (tenente Danny Quon), Douglas Mossman (Moke), Richard Benedict (Mike Armin), Steve Brodie (Hank Otis), Mala Powers (Dorothy Rogers)

## Payoff
- Prima televisiva: 28 marzo 1962

### Trama
- Guest star: Lillian Bronson (Patricia Melford), Don 'Red' Barry (Fred Briggs), Paul Mantee (Jim Kuno), BarBara Luna (Tia Kuno), Casey Adams (Ralston), Allyson Ames (Dora Light), Fay Spain (Barbara Mason)

## An Echo of Honor
- Prima televisiva: 4 aprile 1962

### Trama
- Guest star: Phillip Reed (maggiore John Kirby), Renee Godfrey (Madge Barlow), June Vincent (Eleanor Austin), Roy Roberts (Sam Austin), Paul Dubov (Comber), Dawn Wells (Carolyn Barnes)

## Nightmare in Paradise
- Prima televisiva: 11 aprile 1962

### Trama
- Guest star: Alicia Li (Pilikikia), Carolyn Lasater (infermiera), Bob Okazaki (medico legale), Eva Norde (Anna), Abby Dalton (Julie Gant), Milton Frome (dottor Hammer), Jock Gaynor (Fletcher), Grant Williams (Greg MacKenzie)

## Aloha, Cricket
- Prima televisiva: 18 aprile 1962

### Trama
- Guest star: Harry Lauter (Houston), John Holland (Christopher), Nelson Olmsted (Dan Richards), Tita Marsell (Kina Nalu), Peter Breck (Ray Martins), Claire Carleton (Mrs. Margate), George Petrie (Lowson)

## The Last Samurai
- Prima televisiva: 25 aprile 1962

### Trama
- Guest star: Marianna Hill (Arlene Grant), Irene Hervey (Marjorie Lloyd), Nola Thorp (Peggy Donner), Dale Ishimoto (Akamura), Eddie Fontaine (Hank Crowley), Joseph Gallison (Charles Lloyd), David White (Mitchell Lloyd)

## Rx Cricket
- Prima televisiva: 2 maggio 1962

### Trama
- Guest star: Chad Everett (Alan Marsh), Richard Benedict (dottore Kellogg), Erin Leigh (infermiera), Sharon Hugueny (Kathie Nelson), Barbara Beall (Barbara Brady), Betty Beall (Betty Brady), Paula Raymond (Anne Hunter)

## Location Shooting
- Prima televisiva: 9 maggio 1962

### Trama
- Guest star: Clinton Sundberg (Ernst Bremen), Joan Staley (Sue Alden), Marie Windsor (Maggie McCabe), Bill Williams (Norman Ayres), Grant Williams (Greg MacKenzie), Sandy McPeak (Sidney Plunket), Douglas Mossman (Moke), Ed Nelson (Mark Hollis), Mel Prestidge (tenente Danny Quon), Donald Woods (Mort Schwann)

## Across the River Lethe
- Prima televisiva: 16 maggio 1962

### Trama
- Guest star: Janet Lake (Gloria Taggert), Edward Colmans (Keoki Fraser), Robert Ridgely (Henry Porter), Walter Reed (Samuel Drum), Tol Avery (Frank Taggert), Kathy Bennett (Junebug Blake), Barry Russo (Mac)

## Scene of the Crime
- Prima televisiva: 2 maggio 1962

### Trama
- Guest star: Arch Johnson (Jonathan West), Angela Greene (Karyn West), Jerry Velasco (Police Cop), Phillip Pine (David West), Kaye Elhardt (Gloria Matthews), H. M. Wynant (Dirk Hansen)

## Among the Living
- Prima televisiva: 30 maggio 1962

### Trama
- Guest star: Grace Gaynor (Sharon Prince), Stephen Coit (Gabe), Robert Lowery (Bishop), Ted Knight (Chuck Taylor), Roxanne Arlen (Annette Fallon), Makee K. Blaisdell (sergente Alika), Edd Byrnes (Kookie Kookson), Mike Road (Shelly Prince)

## 'V' for Victim
- Prima televisiva: 6 giugno 1962

### Trama
- Guest star: Nancy Kulp (Edie Barnes), Isobel Elsom (Eunice Chalfrey), Hope Sansberry (Felicia Fairweather), John Lasell (Alan Niles), Makee K. Blaisdell (sergente Alika), Antoinette Bower (Susan Woodruff), Sheila Bromley (Angie Sloat), Phillip Terry (George Brill)

## Koko Kate
- Prima televisiva: 13 giugno 1962

### Trama
- Guest star: Don C. Harvey (Harry Sanderson), Virginia Gregg (Koko Kate), Vera Marshe (Mabel), Robert Knapp (Danny Burns), Grant Williams (Greg MacKenzie), Merry Anders (Gloria Burns), Jacqueline deWit (Agnes), Chad Everett (Chris Randall), Douglas Mossman (Moke)

## Lalama Lady
- Prima televisiva: 20 giugno 1962

### Trama
- Guest star: Pamela Austin (Tink), Whit Bissell (Arthur Dane), Peter Brown (Teo), Randy Stuart (Linda Dane)